# 진주 하경복 묘
진주 하경복 묘(晉州 河敬複 墓)는 대한민국 경상남도 진주시 수곡면 원계리에 있는, 고려말 조선초의 무신 양정공(襄靖公) 하경복(1377∼1438) 장군의 묘이다. 1982년 8월 2일 경상남도의 기념물 제53호 양전공 하경복묘로 지정되었다가, 2018년 12월 20일 현재의 명칭으로 변경되었다.

## 개요
고려말 조선초의 무신 양정공(襄靖公) 하경복(1377∼1438) 장군의 묘이다.
태종 2년(1402) 무과에 급제한 후 많은 관직을 역임하였는데, 특히 15년간이나 북방의 국경지대에 머물면서 오랑캐를 평정하여 변경 지방의 경비에 힘썼다. 성품이 너그럽고 활을 잘 쏘았으며, 군사정비를 위하여 많은 공을 세워 국가의 기틀을 견고하게 하는데 크게 기여하였다.
봉분 주위는 반달 모양으로 두둑하게 흙을 둘러 쌓았고, 봉분 아랫부분에는 긴 둘레석을 둘렀다. 조선 초기 묘의 특징을 잘 간직한 사각형의 묘이다.

## 같이 보기
- 하경복

## 참고 문헌
- 양정공하경복묘 - 국가유산청 국가유산포털